# Sept-Saints (Vieux-Marché)
Le hameau des Sept-Saints se trouve dans la commune du Vieux-Marché, en Bretagne. Il est connu pour sa chapelle et sa crypte-dolmen où l'on honore les Sept Dormants d'Éphèse, saints communs aux chrétiens et aux musulmans (Ahl al-Kafh dans la sourate 18 du Coran). Chaque quatrième week-end de juillet a lieu un pèlerinage islamo-chrétien, revivifié par l'orientaliste Louis Massignon en 1954.

## Le hameau des Sept-Saints
Le hameau des Sept-Saints tire son nom de la chapelle consacrée aux Sept Dormants d'Éphèse. Ce fut par le passé le plus gros hameau de la paroisse.

« Le [hameau] des Sept-Saints est situé à 4 km environ au nord-est du bourg de Plouaret, sur un plateau qui domine le cours de la pittoresque rivière le Léguer, et dans le voisinage de l'ancien pont de Coat-Urvoy, qui relie la commune de Vieux-Marché à celle de Pluzunet, sur la rive droite de la rivière. »

En 1876, une demande de construction d'une école de hameau aux Sept-Saints est faite. Une école mixte de hameau y est construite en 1905 et reconstruite en 1936.

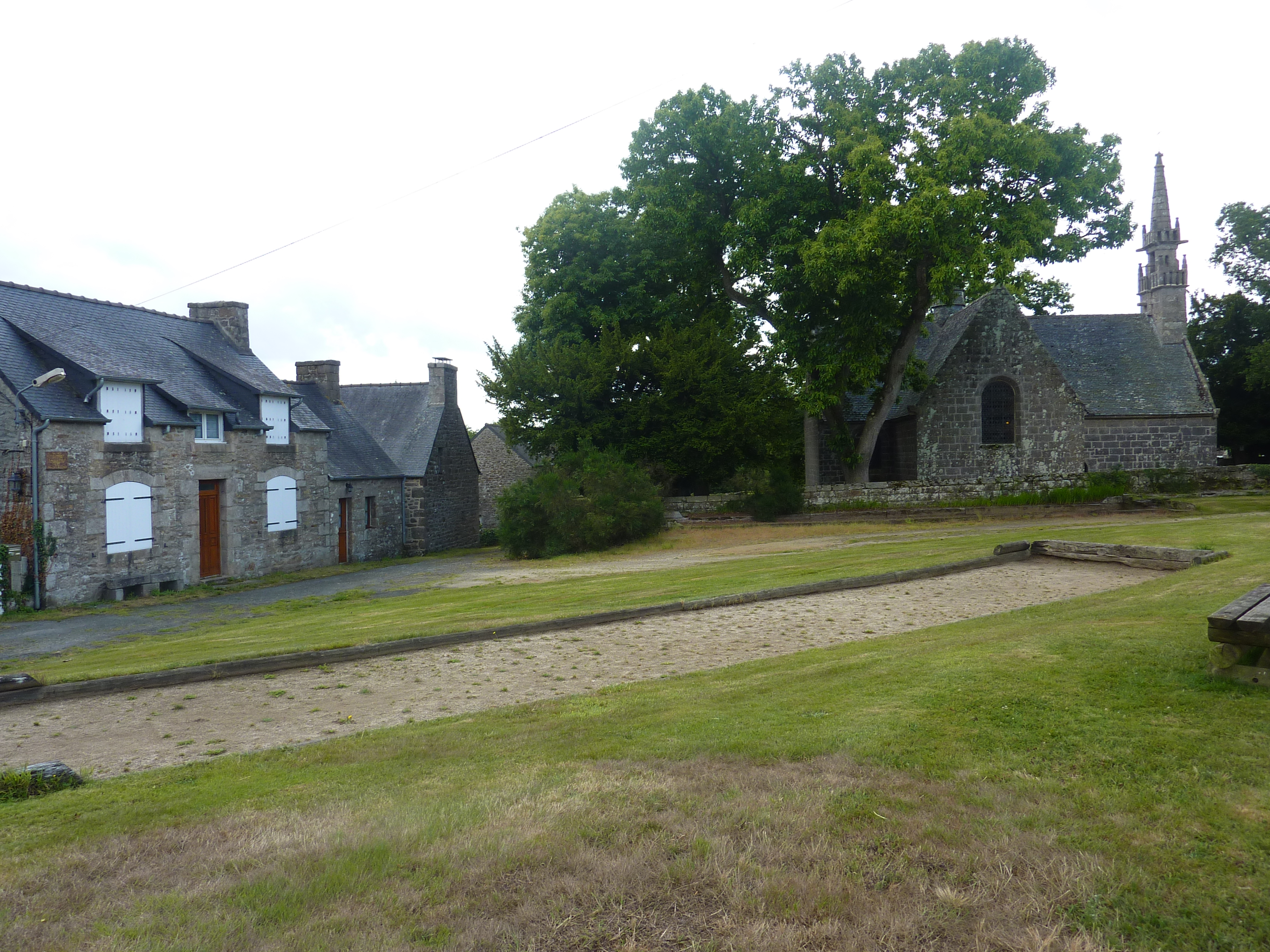
Sept-Saints : le hameau (vue partielle) et la chapelle.
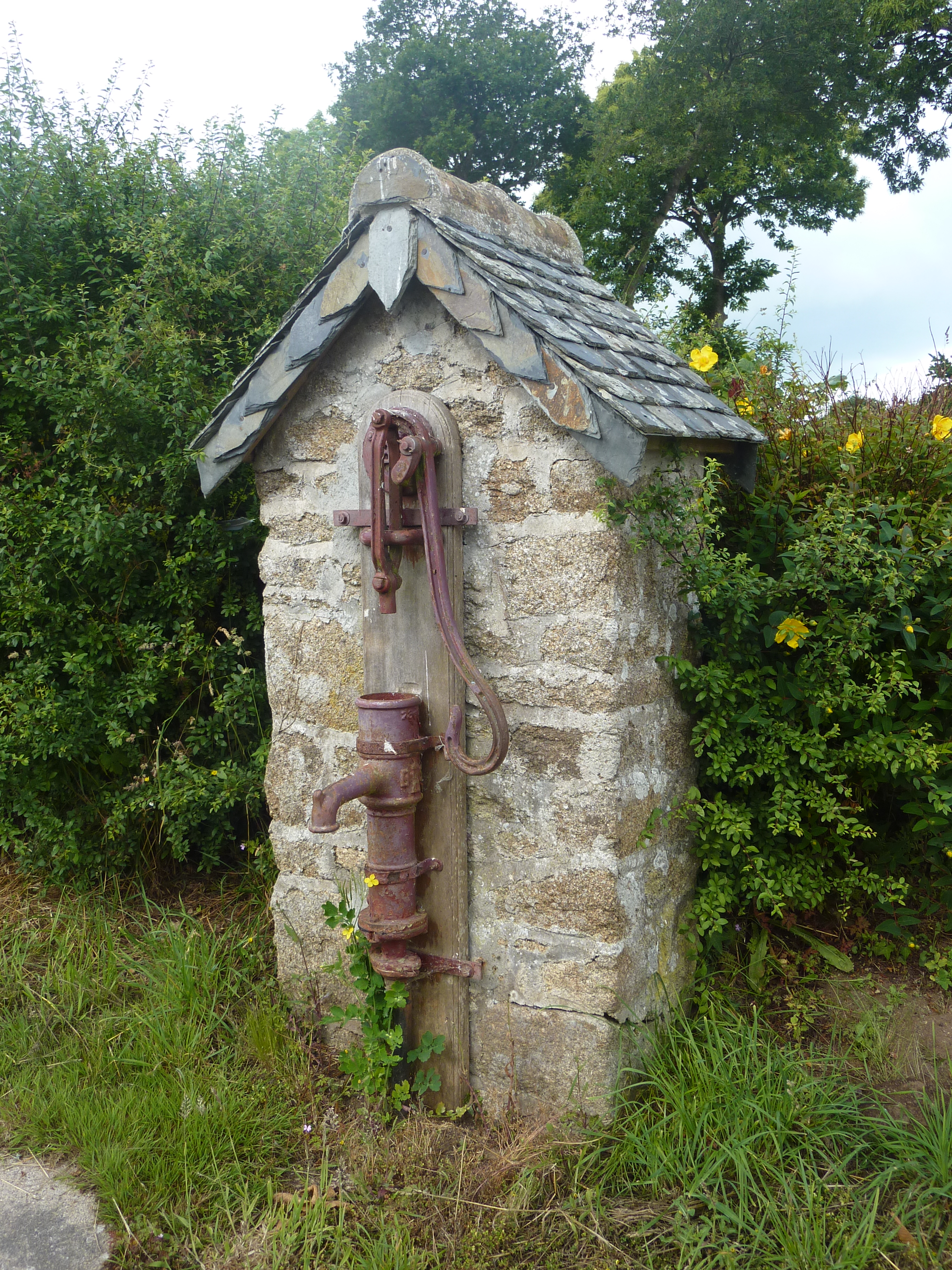
Sept-Saints : ancienne pompe sur la place du hameau.

## La chapelle des Sept-Saints

### La source-lavoir

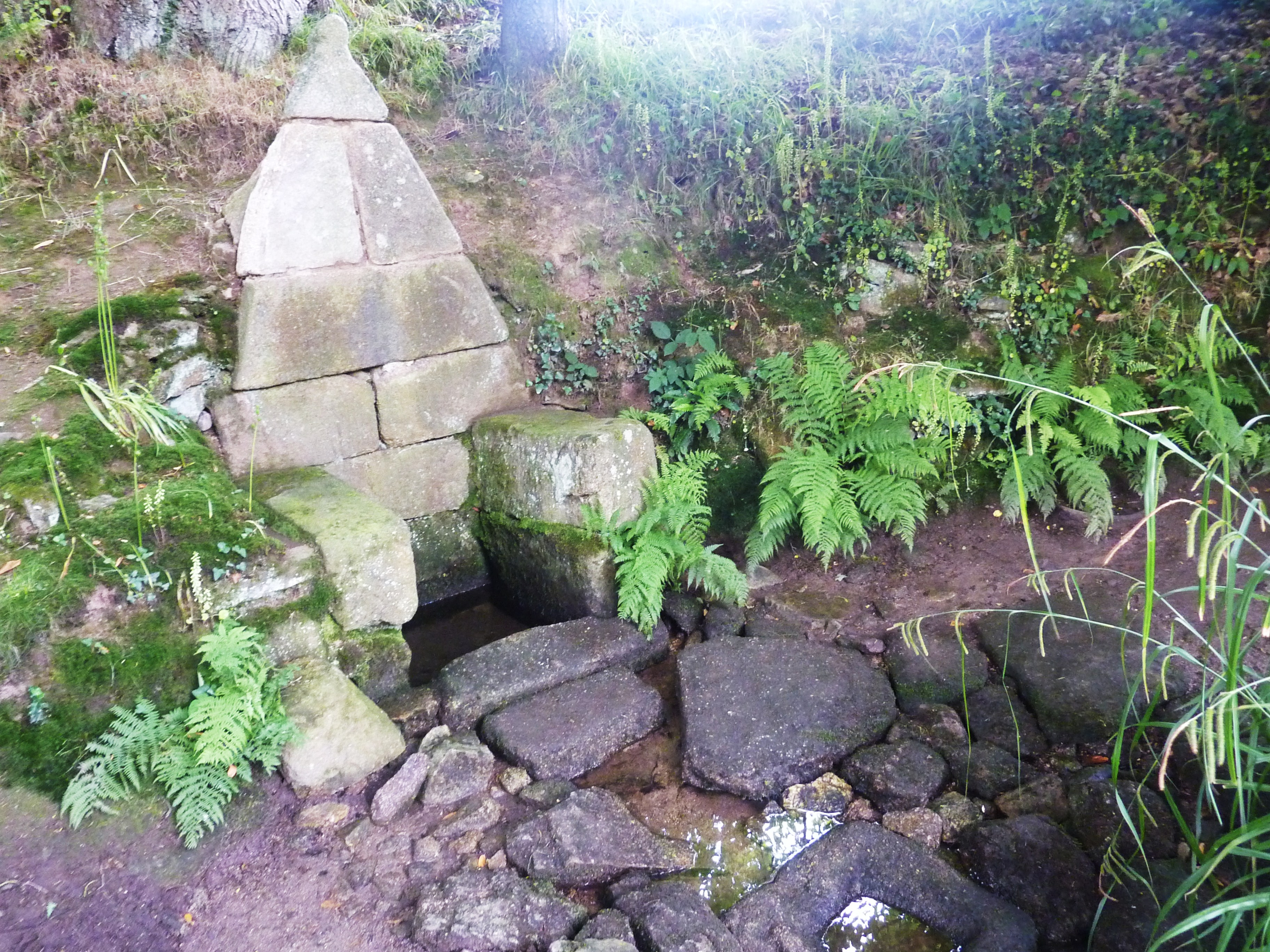
La source des Sept-Saints aménagée en fontaine.

Probablement ancien lieu de culte païen (druidique), cette source se caractérise par sept trous qui sont peut-être à l'origine du mythe. Aménagée en lavoir depuis un temps immémorial, cette source a retrouvé sa seule fonction originelle depuis que les pierres du lavoir ont été enlevées. La gwerz des Sept-Saints, en langue bretonne, la décrit ainsi :

« (...) Il y a, dans le voisinage, une belle fontaine dédiée aux Sept-Saints et qui a sept sources. Ce sont sept canaux par lesquels Dieu répand ses grâces, et fait constamment grand nombre de miracles. »

François-Marie Luzel écrit en 1878 que « les malades faisaient autrefois leurs ablutions dans la fontaine » et qu'elle sert de lavoir aux femmes du village.
« La fontaine est à l'ouest de la chapelle, dans un champ. On ne voit sortir qu'un assez maigre filet d'eau du bassin inférieur où les malades faisaient autrefois leurs ablutions et qui sert aujourd'hui de lavoir aux femmes du village » écrit un auteur anonyme en 1888.

### La crypte-dolmen du Stivel

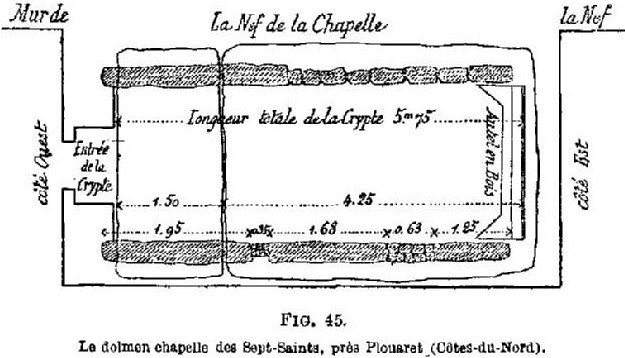
Plan du dolmen-chapelle des Sept-Saints en 1888.

Le dolmen du Stivel (mot qui signifie source ou lavoir en langue bretonne) a été réutilisé comme crypte sous le transept sud de la chapelle. L'architecture initiale du dolmen ayant été remodelée, il est difficile d'en déterminer le type mais sa grande largeur l'apparente aux grandes allées couvertes du département.
La chambre mesure 4,40 m de long pour 2,10 de largeur côté ouest et 1,90 m de largeur côté est devant l'autel. Elle est constituée d'un orthostate côté nord (2,40 m de longueur pour 1,70 m de hauteur) prolongé par un appareillage de maçonnerie. Côté sud, elle comporte deux orthostates (1,80 m de longueur pour 1,70 m de hauteur et 1,80 m de longueur pour 1,75 m de hauteur) prolongés de nouveau par un mur maçonné. La dalle de chevet est désormais masquée par l'autel dont elle dépasse en arrière sur 0,85 m de hauteur. L'ensemble est recouvert par deux tables de couverture dont la face supérieure constitue désormais le sol du transept (respectivement 2,10 m de long pour 1,30 m de large et 3,65 m de long pour 2,40 m de large).
Ce dolmen est classé Monument historique depuis 1889. Il aurait été christianisé dès le VIe siècle.
Franois-Marie Luzel la décrivit ainsi en 1878 :

« La caverne ou la crypte, convertie aujourd'hui en oratoire populaire, est partagée en deux parties à peu près égales par une claire-voie de bois, qui se trouve vers le milieu. On s'y tient assez facilement debout. Au fond, au-delà de la claire-voie, est un autel de pierre d'une simplicité toute primitive et sur lequel on voit sept statuettes d'environ vingt-cinq ou trente cm de hauteur et d'un art très grossier. (...) Ces petits saints m'ont paru être drapés à la romaine (...) et fortement détériorés. Ce sont là les Sept-Saints primitifs, ceux que la tradition dit avoir trouvés sous le dolmen, et en l'honneur de qui la chapelle a été érigée. C'est encore à eux que les pèlerins s'adressent de préférence. »

Selon la légende, ces anciennes statues des sept Saints d'Éphèse auraient été trouvées miraculeusement.

### La chapelle proprement dite
Elle a été classée Monument historique en 1956.

#### Description de la chapelle
L'actuelle chapelle des Sept-Saints a été construite entre 1703 et 1714 (« Je suis bâtie des aumônes, et par les soins, de Yves Le Denmat, depuis 1703 jusqu’en 1714 » dit une inscription difficilement lisible située au-dessus du porche), remplaçant un édifice antérieur devenu trop petit en raison du succès du pèlerinage. Elle est en forme de croix latine avec une surélévation des ailes du transept, l'aile sud étant construite sur le dolmen du Stivel ; une sacristie a été construite, par souci de symétrie, sous l'aile nord du transept.
François-Marie Luzel a aussi écrit dans le même article:

« Le bâtiment [de la chapelle] [...] n'offre en lui-même rien d'intéressant comme architecture et comme art ; ce n'est, à proprement parler, que de la maçonnerie vulgaire. [...] La chapelle est sous le vocable et sous le patronage des Sept-Saints. Quels sept saints ? ce ne sont pas les sept saints [fondateurs] de Bretagne [...] comme on serait tenté de le croire d'abord, si les noms et le costume des sept statues rangées sur le retable de l'autel principal ne nous indiquaient pas clairement qu'il s'agit là des Sept Dormants d'Éphèse. [...] Les noms inscrits sur les socles sont les suivants : Constantin, Sérafein (sic), Jean, Denis, Martineau, Marc et Maximilien. »

Ces noms sont presque les mêmes que ceux donnés par Jacques de Voragine (vers 1225-1298) dans la Légende dorée (Maximien, Malchus, Marcien, Denis, Jean, Serafion, Constantin) a quelques petites variantes orthographiques près. La gwerz des Sept-Saints cite aussi quasiment les mêmes noms Marc, Maximien, Martinien, Denis, Jean, Sérafion, Constantin), remarquait aussi François-Marie Luzel.

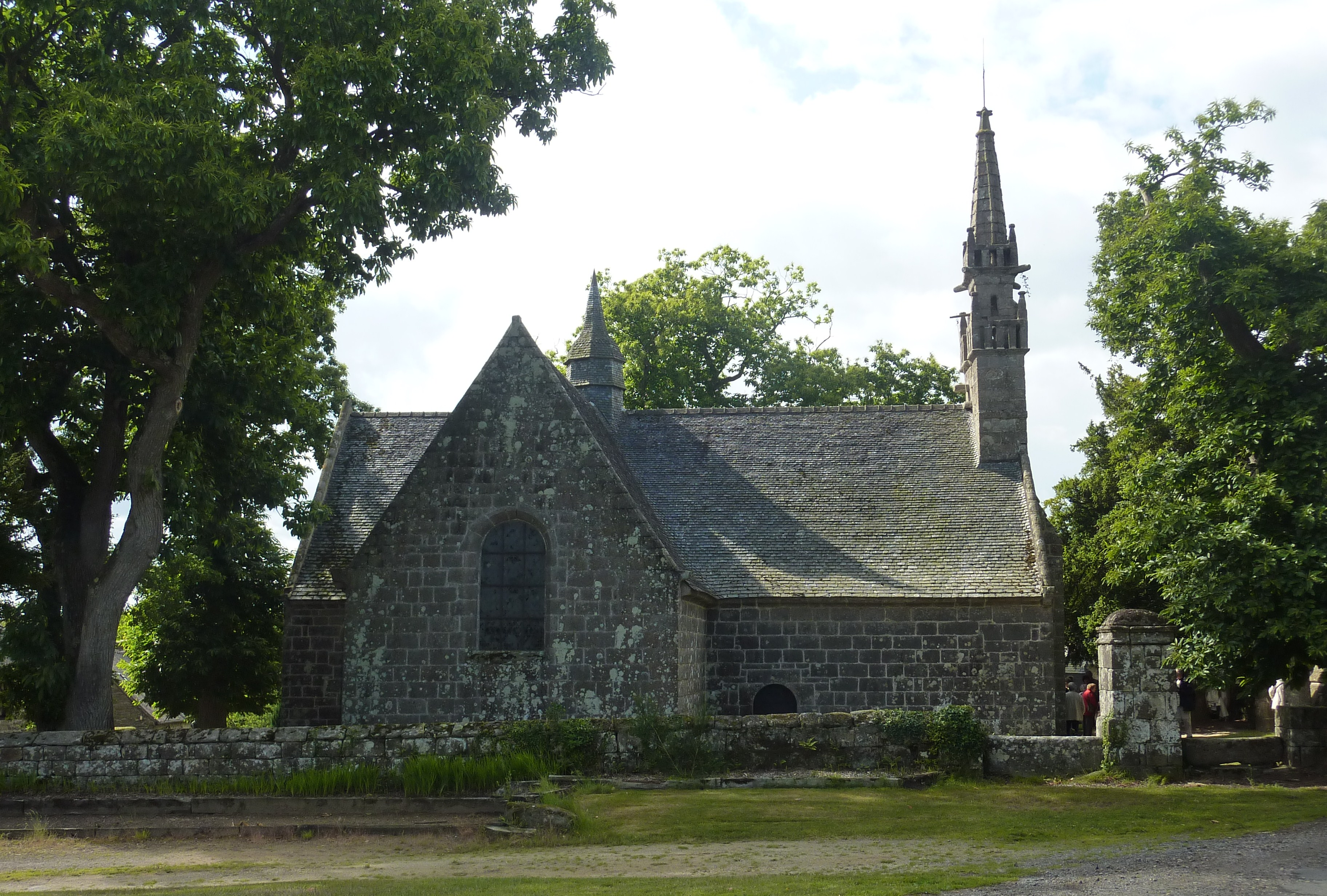
Sept-Saints : la chapelle vue de la place du hameau.
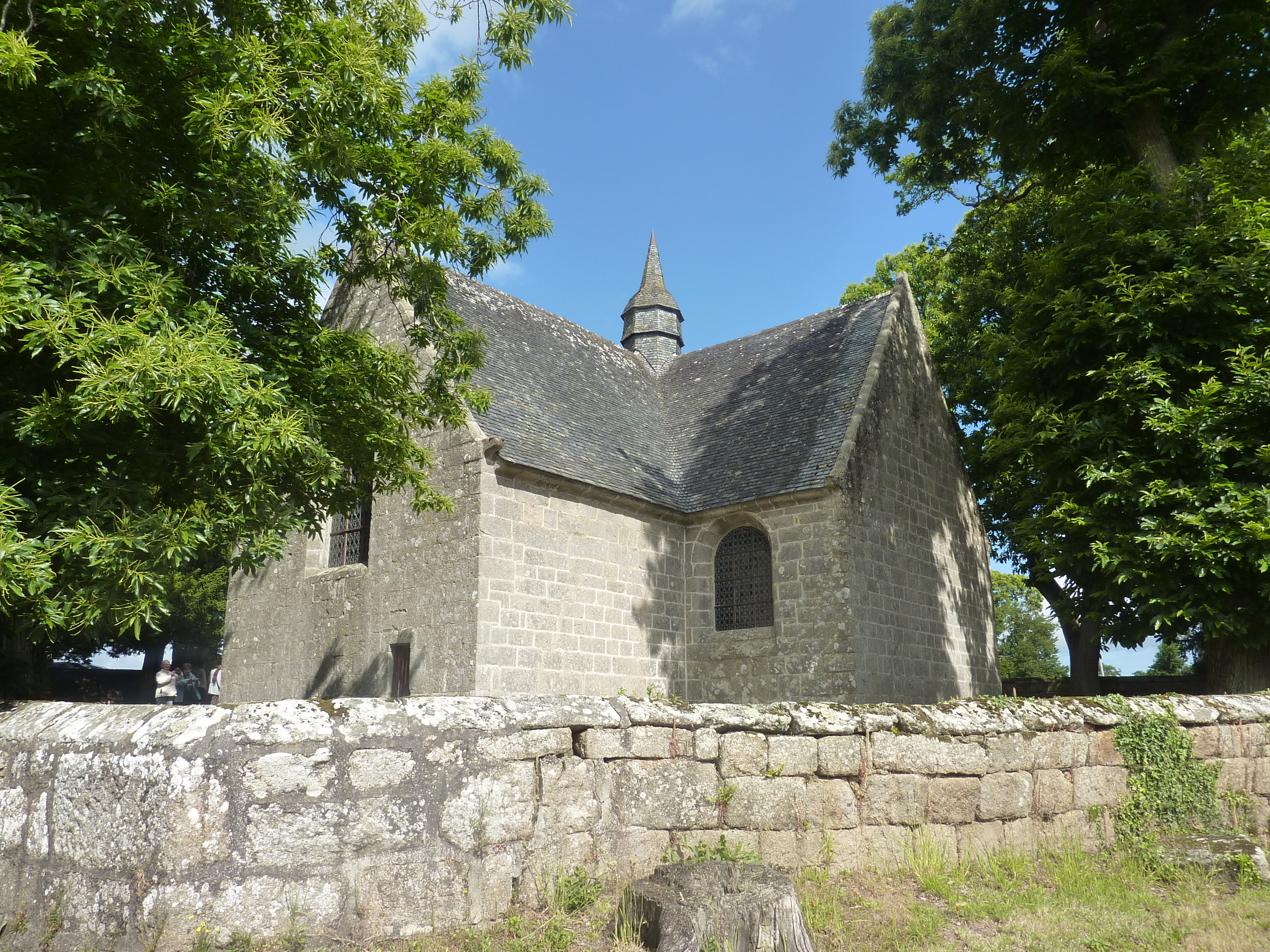
Sept-Saints : la chapelle vue de l'arrière.
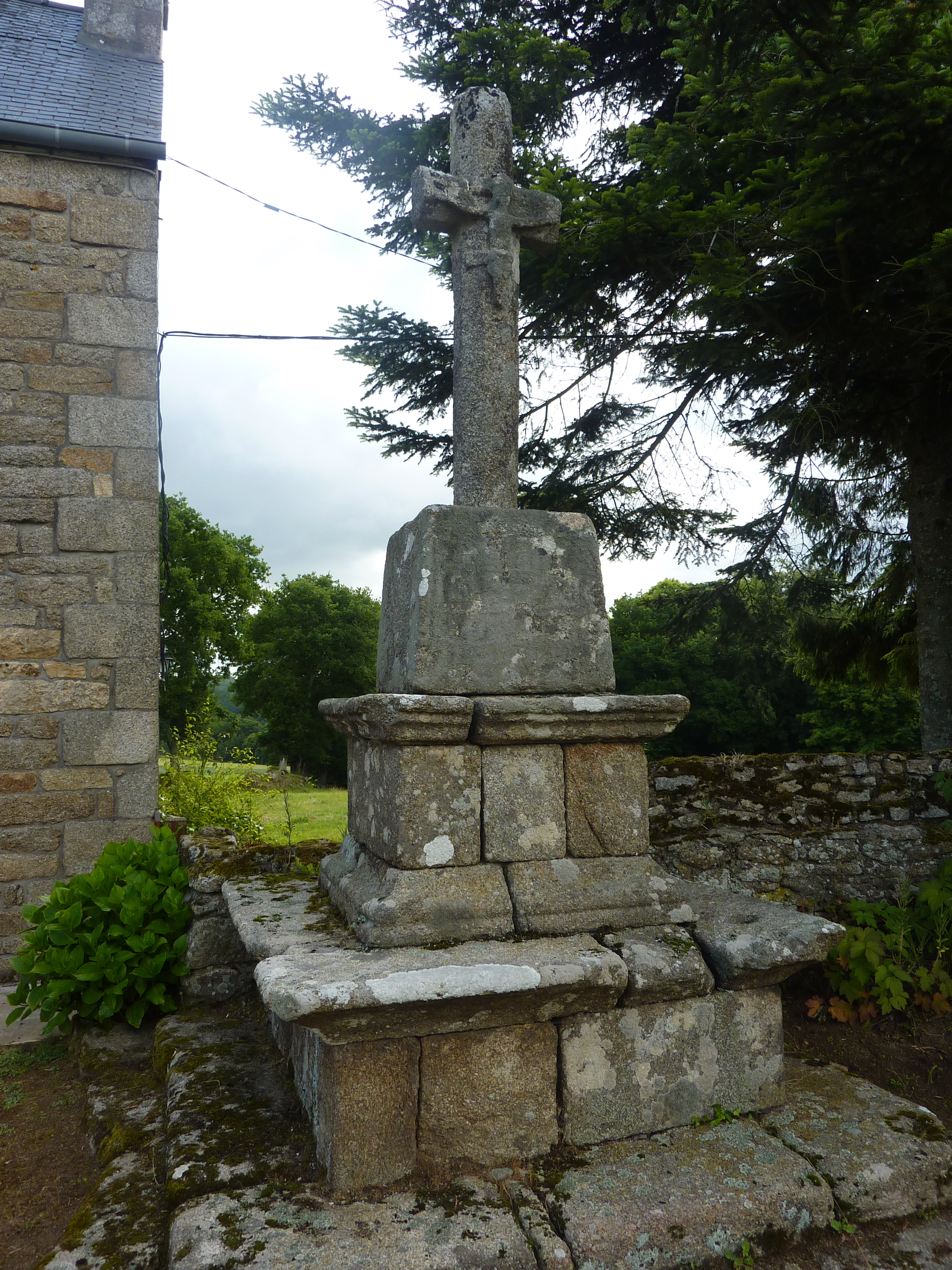
Sept-Saints : le calvaire près de la chapelle.

#### Description des statues des sept Saints

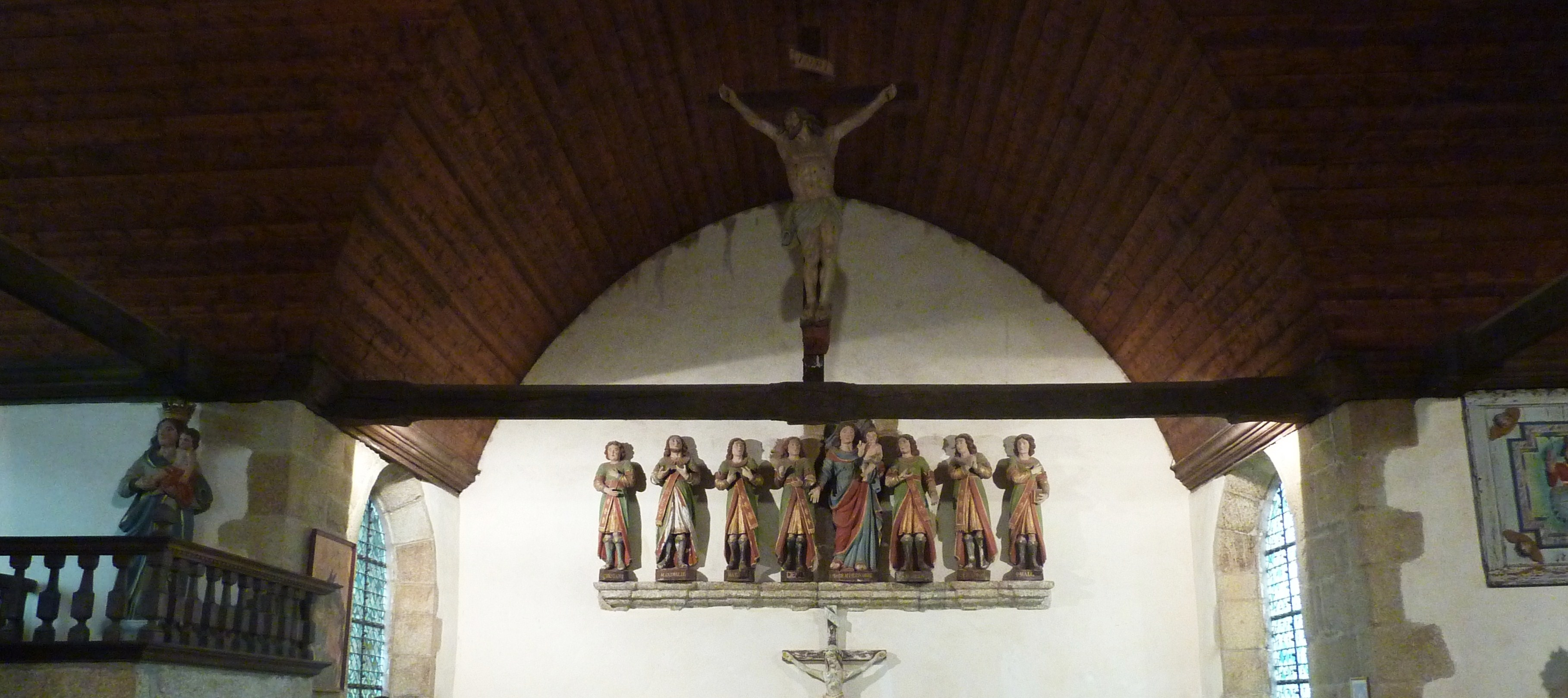
Le chœur et les statues des sept Dormants dans la chapelle.

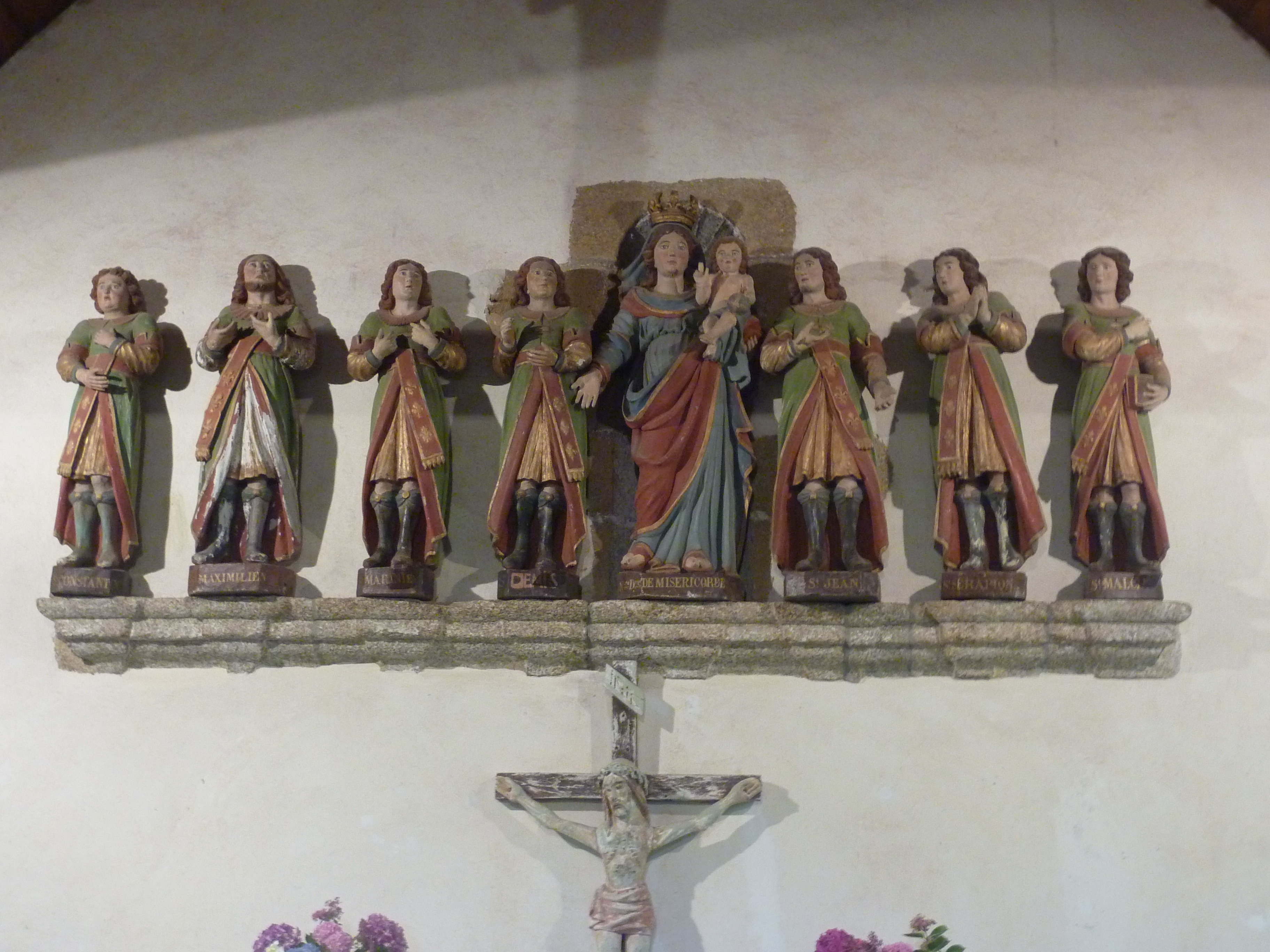
Les sept statues des sept Dormants d'Éphèse (datées du XVIIIe siècle) dans la chapelle.

François-Marie Luzel faisait déjà remarquer la naïveté des statues :

« Les sept frères sont uniformément vêtus et outrageusement peinturlurés, vernis, reluisants et jolis garçons à souhait ; tête nue, cheveux longs et bouclés, bottes à l'écuyère montant jusqu'aux genoux, première tunique vert-foncé, parsemée d'étoiles d'or, et seconde tunique qui descend presque jusqu'aux talons, par devant, et dont les pans s'entr'ouvrent par devant en forme de "V" renversé, à partir de la ceinture qui serre la taille, pour laisser voir la tunique du dessous et les bottes. »

Ces statues, de style sulpicien datent du XVIIIe siècle. Trois d'entre elles, volées, ont été récupérées en 1985 dans une consigne de la gare Montparnasse à Paris où elles avaient été déposées par le voleur repenti. Ce sont les statues situées sous le dolmen et non celles de la chapelle qui ont été dérobées et retrouvées après avoir été restaurées.

#### Les autres statues de la chapelle
La chapelle possède aussi :
- sur les côtés du maître-autel :
  - une statue de l'archange saint Michel ; le saint foule aux pieds un monstre vert qui montre de longues dents crochues.Il tient dans sa main gauche un bouclier avec l'anagramme du Christ inscrit en lettres d'or et brandit de sa main droite une épée flamboyante. Il est coiffé d'un casque empanaché de plumes.
  - une statue d'un ange gardien qui tient dans sa main droite une fleur de lys.
- l'autel du transept sud  est dédié à saint Isidore, patron des laboureurs, représenté en paysan breton, vêtu d'un bragou bras[n. 2], de guêtres en grosse toile, de sabots, et portant des instruments de labour.
- l'autel du transept nord porte une statue de saint Joseph, une Mater dolorosa qui, en 1878, selon le témoignage de François-Marie Luzel, était « entourée d'une multitude de béquilles vouées par les malades guéris pour avoir invoqué les Sept-Saints et lavé leurs pieds avec l'eau sainte de la fontaine »[1], une Vierge à l'Enfant et un saint non identifié.

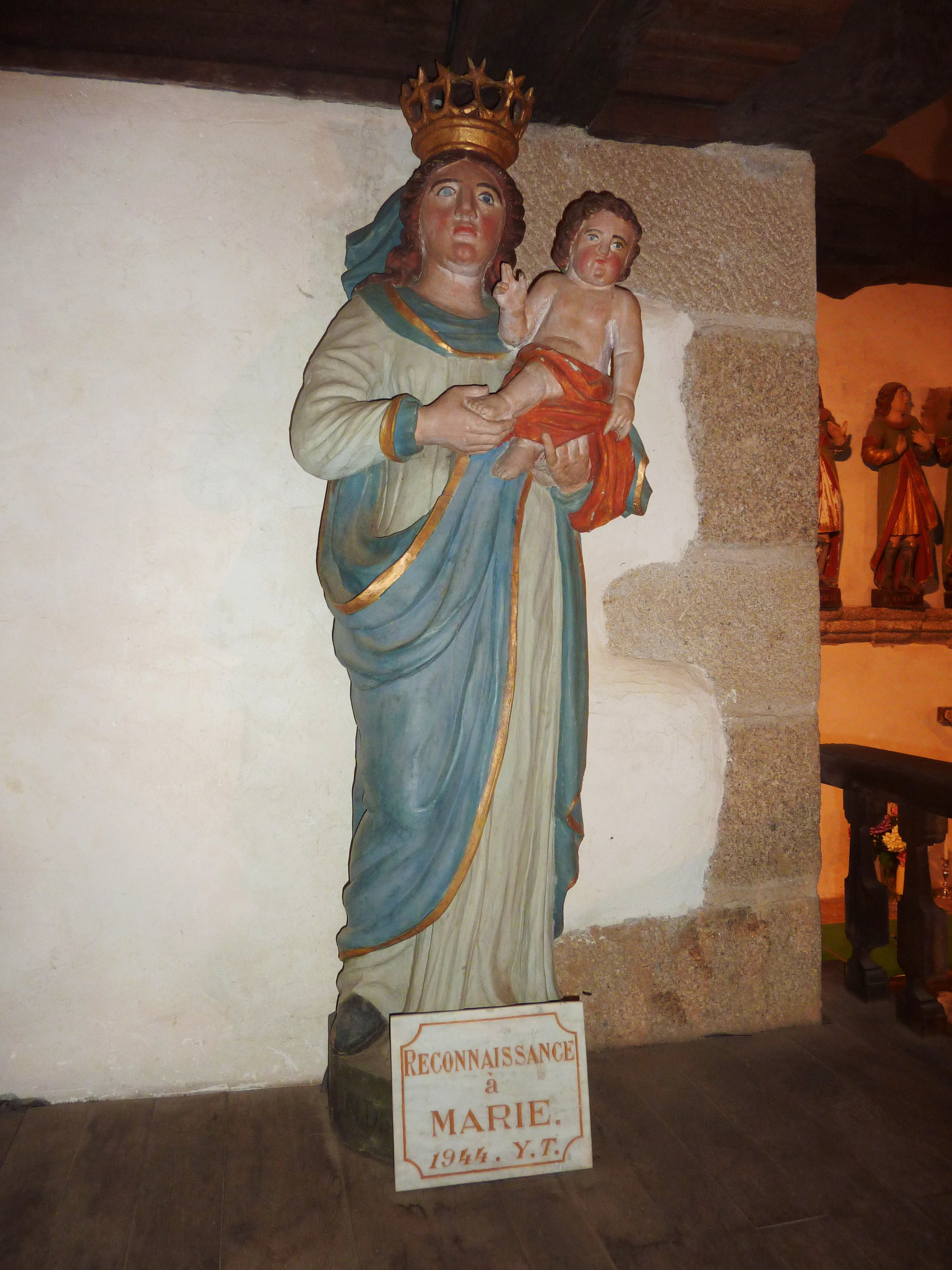
Chapelle des Sept-Saints : Vierge à l'Enfant.
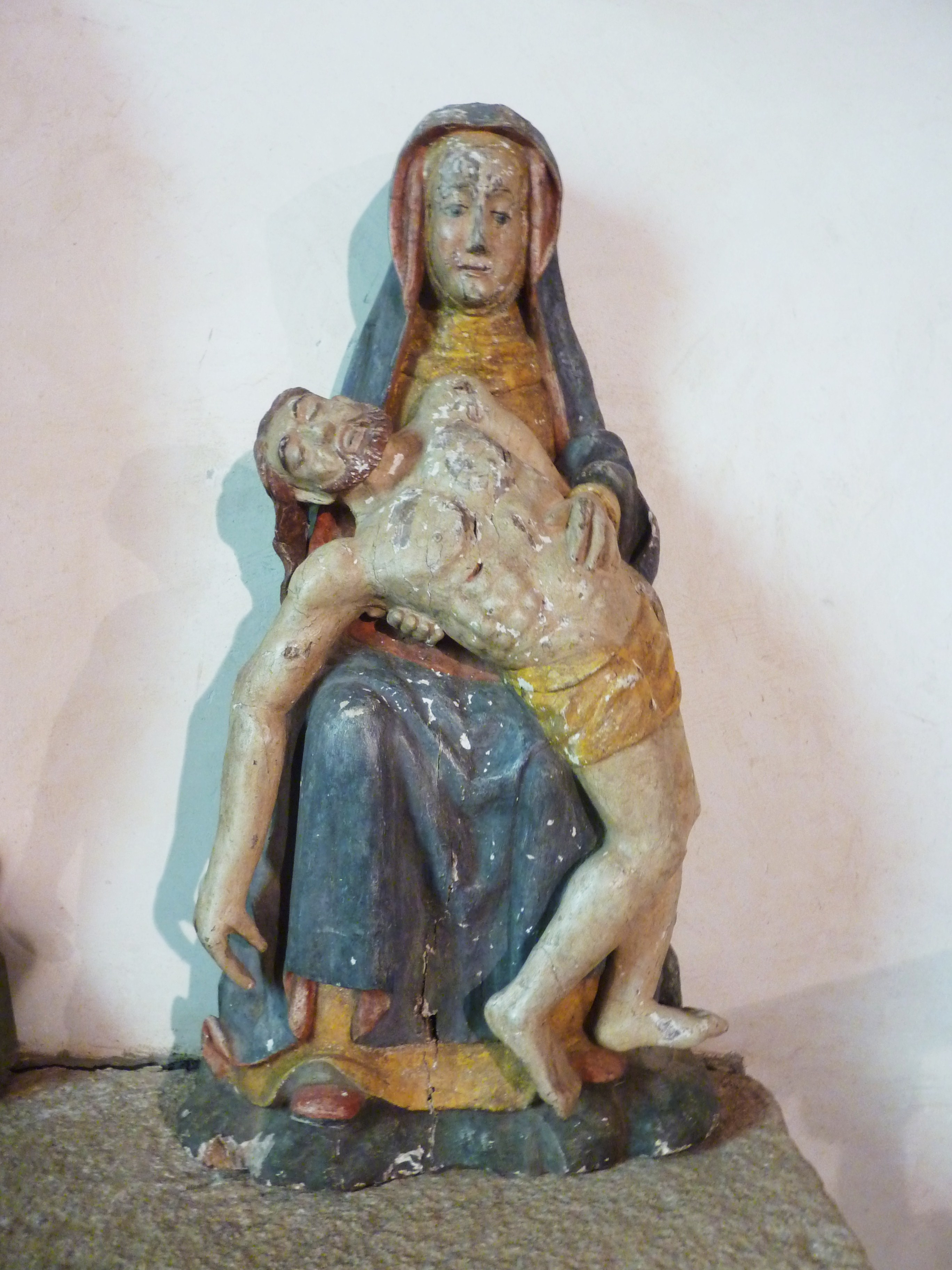
Chapelle des Sept-Saints : pietà.
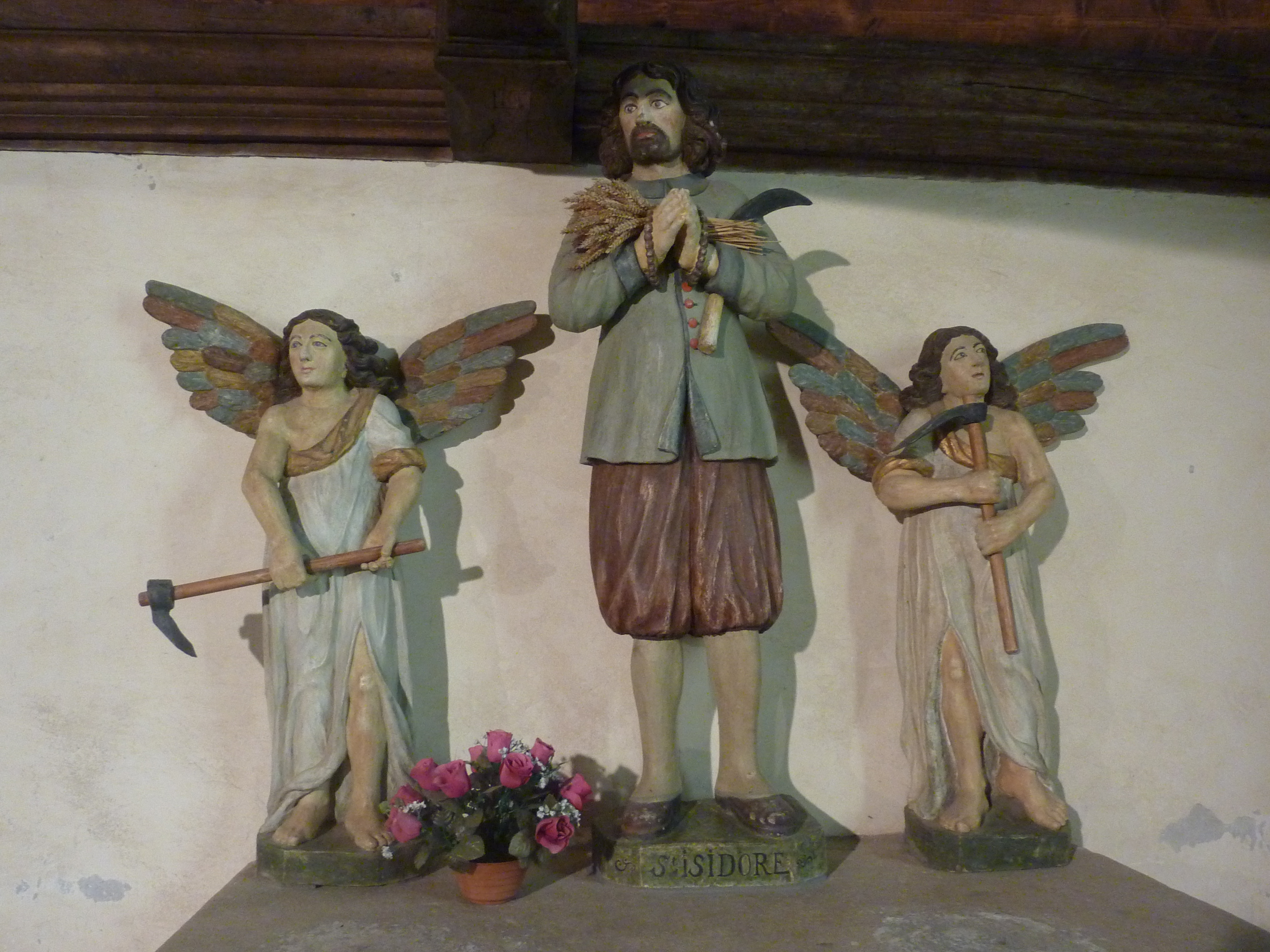
Chapelle des Sept-Saints : statue de saint Isidore entouré de deux anges.
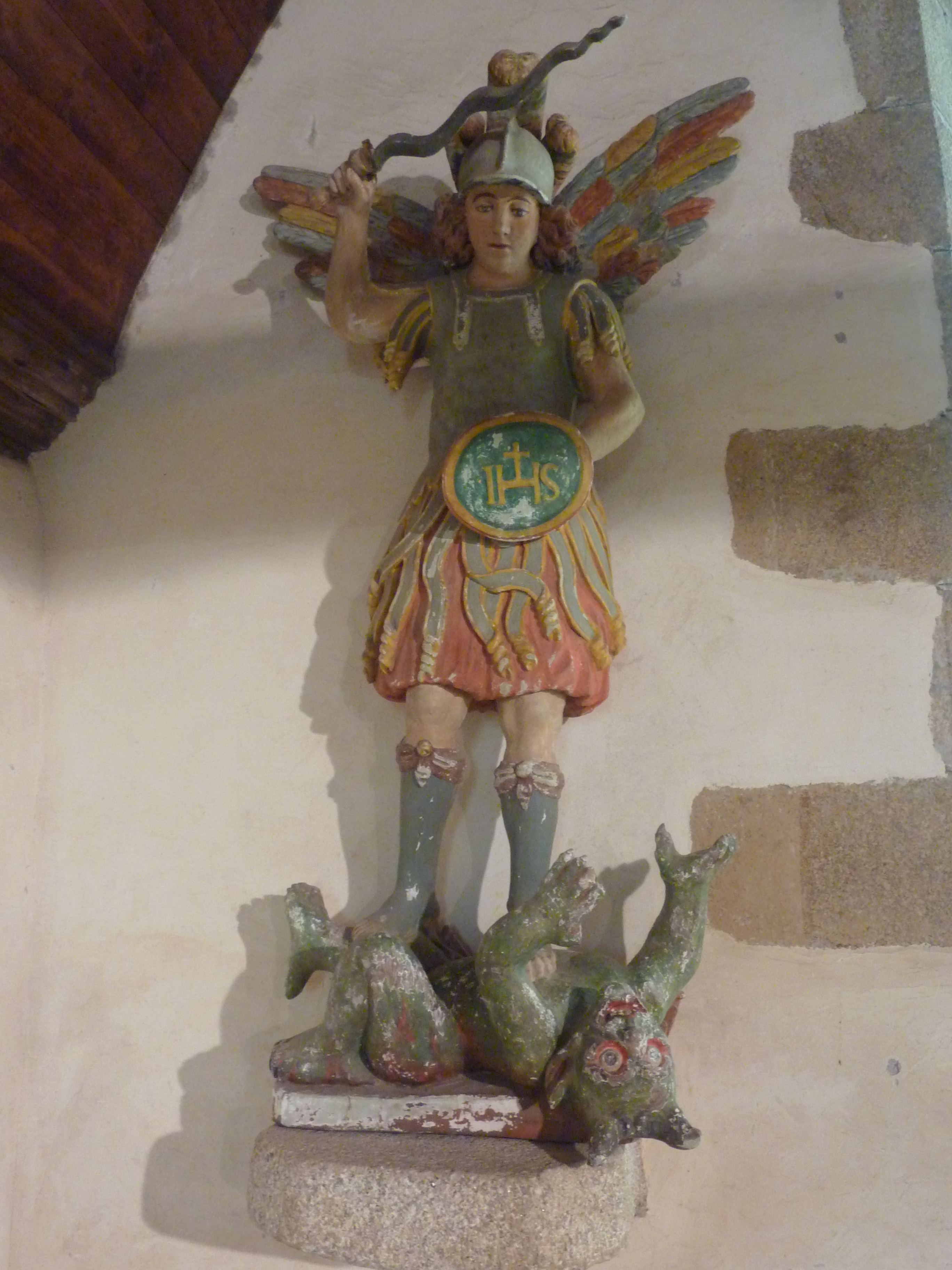
Chapelle des Sept-Saints : statue de saint Michel terrassant le dragon.

## Les Sept Dormants d'Éphèse

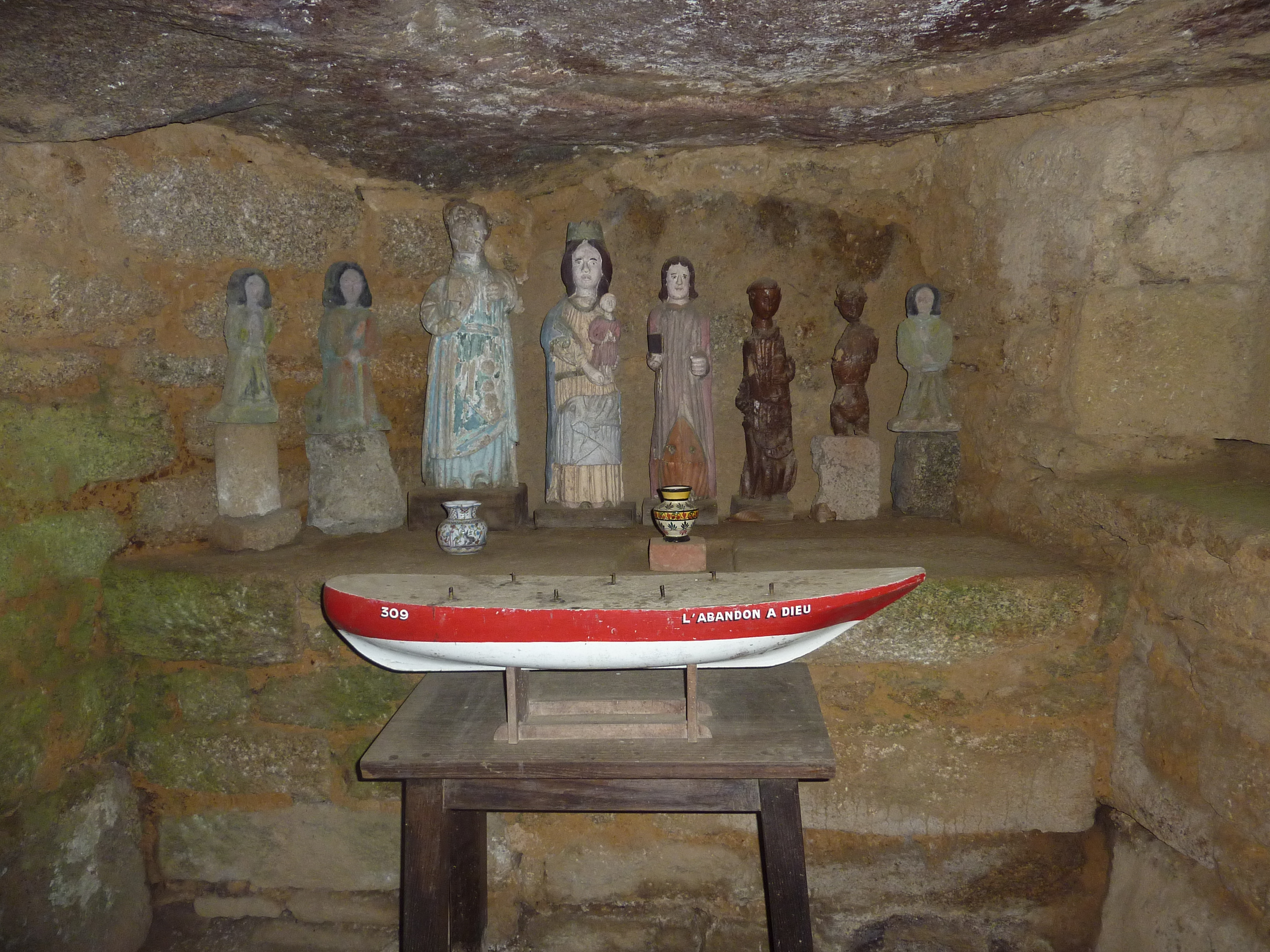
Les statues anciennes des sept Dormants d'Éphèse dans la crypte.

Les travaux de François-Marie Luzel et d'Ernest Renan dans la seconde moitié du XIXe siècle ont permis de réaffirmer en 1878 le lien avec le récit légendaire des Sept Dormants d'Éphèse, dont la tradition populaire gardait d'ailleurs confusément le souvenir à travers la gwerz et les noms attribués à chacune des statues représentant l'un des sept Saints.
Ernest Renan s'étonne de l'existence de ce culte lié à une légende orientale dans un endroit isolé de cette Bretagne où des cultes innombrables sont certes rendus à des saints très nombreux d'origine plus ou moins mythique et à l'existence historique incertaine, les fameux saints bretons, mais ayant une origine celte en provenance le plus souvent de la Bretagne insulaire ou de l'Irlande (Îles Britanniques actuelles). Il en trouve l'origine dans la Passio de Grégoire de Tours.
L'origine du pardon des Sept Saints remonterait au IIIe siècle. Le culte serait parvenu au Vieux Marché par l'intermédiaire de moines et de missionnaires grecs qui accompagnaient les commerçants d'Orient sur la route de l'étain  qui, venant de Méditerranée, aurait traversé la Bretagne selon un itinéraire allant de Vannes vers le littoral nord de la Bretagne (sans doute Le Yaudet, où  ils parvenaient en suivant le cours du Léguer, et où existe une "Vierge couchée", probablement d'inspiration orientale), avant de traverser la Manche en direction des Îles Britanniques où se trouvaient des gisements d'étain. Mais ce n'est là qu'une hypothèse, pour l'instant insuffisamment étayée.

## Lagwerzdes Sept-Saints
La gwerz ar seiz sant ou « gwerz des Sept-Saints de la paroisse de Plouaret » (la commune du Vieux-Marché ne s'est détachée de celle de Plouaret qu'en 1860) est un chant en breton long de 54 versets. On a pu alléguer que certaines strophes remonteraient au VIIe siècle en raison de la manière de compter par vingtaines (la gwerz dit que la dormition des Sept Dormants d'Éphèse a duré « 18 ans, plus 8 fois 20 ans ») mais cette manière de compter s'est maintenue longtemps et le cantique est caractéristique du style du XVIIe siècle. Il s'agit d'une œuvre de propagande religieuse.
Il existe aussi toute une symbolique du chiffre 7 en vieux breton : l'enclos paroissial de Lanrivoaré (Finistère) abrite un "cimetière des 7 777 saints" (en fait 7847 chrétiens qui auraient été massacrés par les païens), qui n'est peut-être pas étrangère au culte des Sept-Saints. De même, dans Le roman de la Table ronde, Galehaut dit au roi Artus : « Si je n'ai pas tenu ce que j'avais promis, que Dieu et les sept Saints de cette église ne me soient jamais en aide ! », mais on ignore à quelle église il est fait allusion.

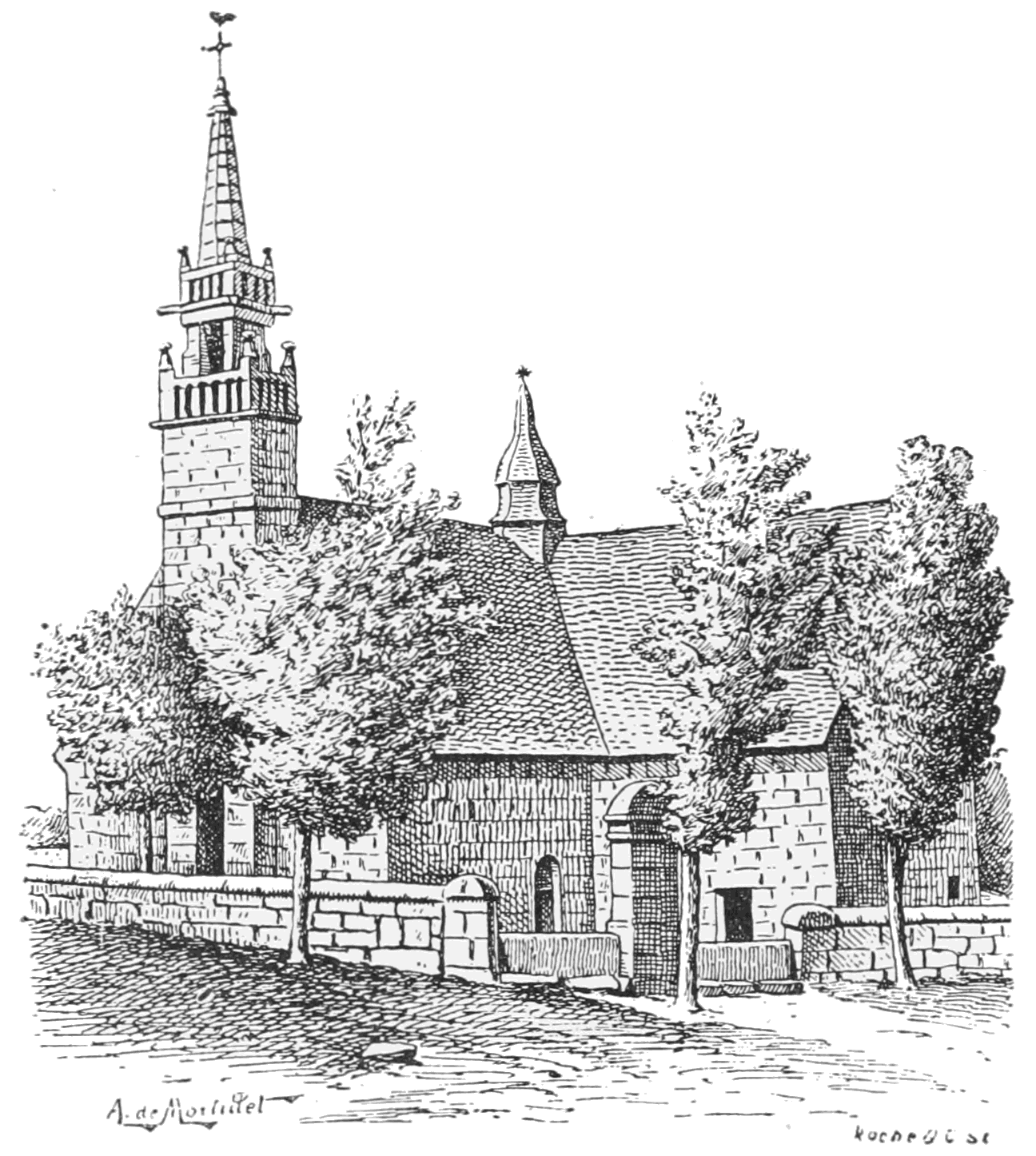
La chapelle des Sept-Saints en 1898.

Selon la gwerz des Sept-Saints, traduite par Geneviève Massignon, dont il reste 18 strophes dans le cantique de la procession,, la grotte (crypte) date de la création du monde et les six pierres du dolmen n'ont pas été érigées de main d'homme.
« Je vous parle d'un travail qui n'a pas été fait de main d'homme...

La chapelle n'est formée que de six pierres :

Quatre rochers servent de murailles,

Et deux autres de toiture ; qui ne comprendrait

Que, seul, le Dieu tout puissant a pu la bâtir ?

Vous me demanderez peut-être

Quand et comment elle fut bâtie ;

Et moi, je réponds, que je crois que quand furent créés le monde,

Le ciel, la mer, la terre, elle fut aussi bâtie »

## Pèlerinage

### Le pardon traditionnel
La veille du pardon, le soir, une cérémonie se déroulait, suivie d'une procession et d'un tantad (« grand feu de joie » en breton). Le pardon était tombé en désuétude dans le courant du XXe siècle.

### Le pèlerinage islamo-chrétien

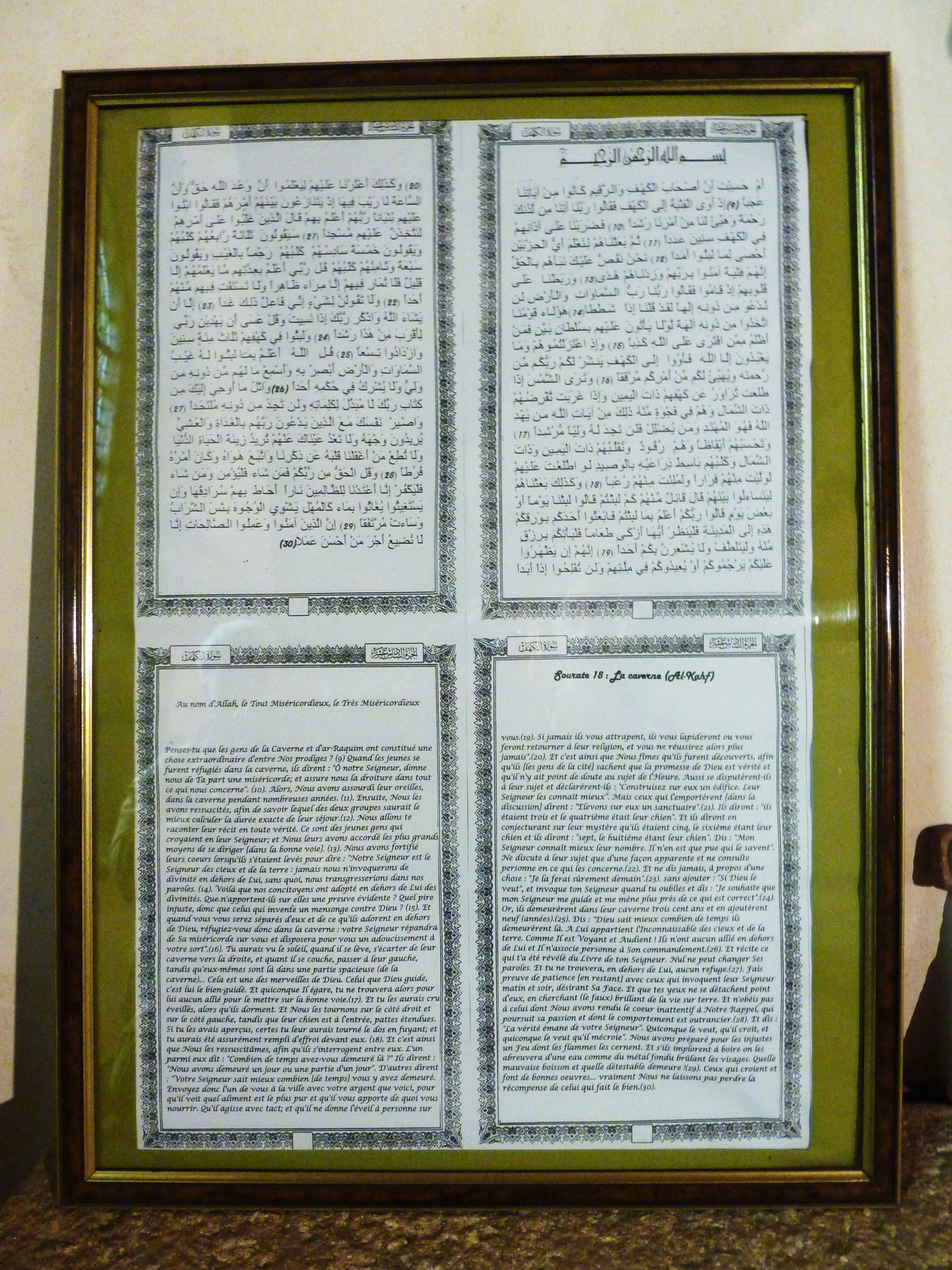
Chapelle des Sept-Saints : texte de prière multiconfessionnelle.

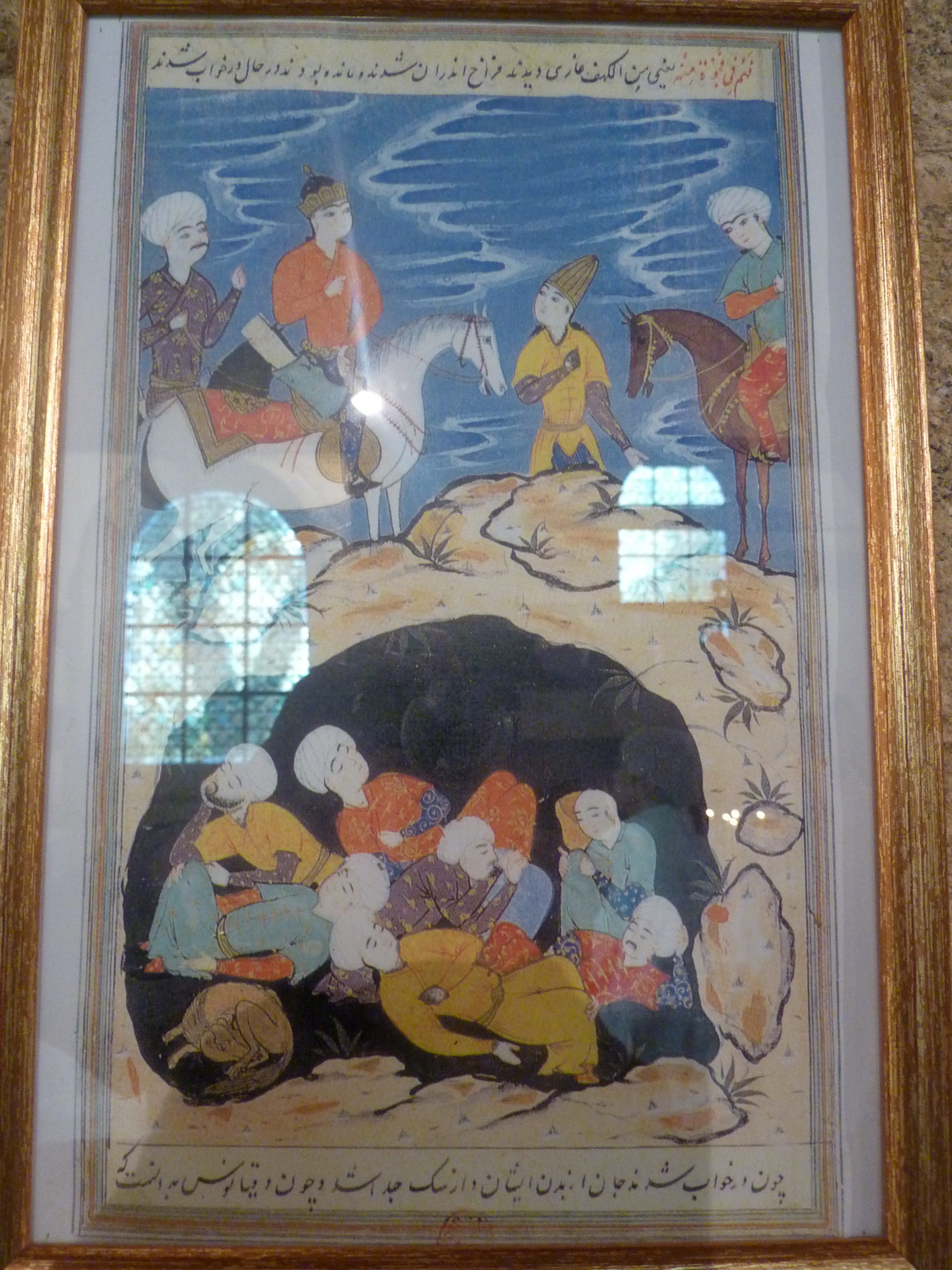
Chapelle des Sept-Saints : tableau offert par des Musulmans.

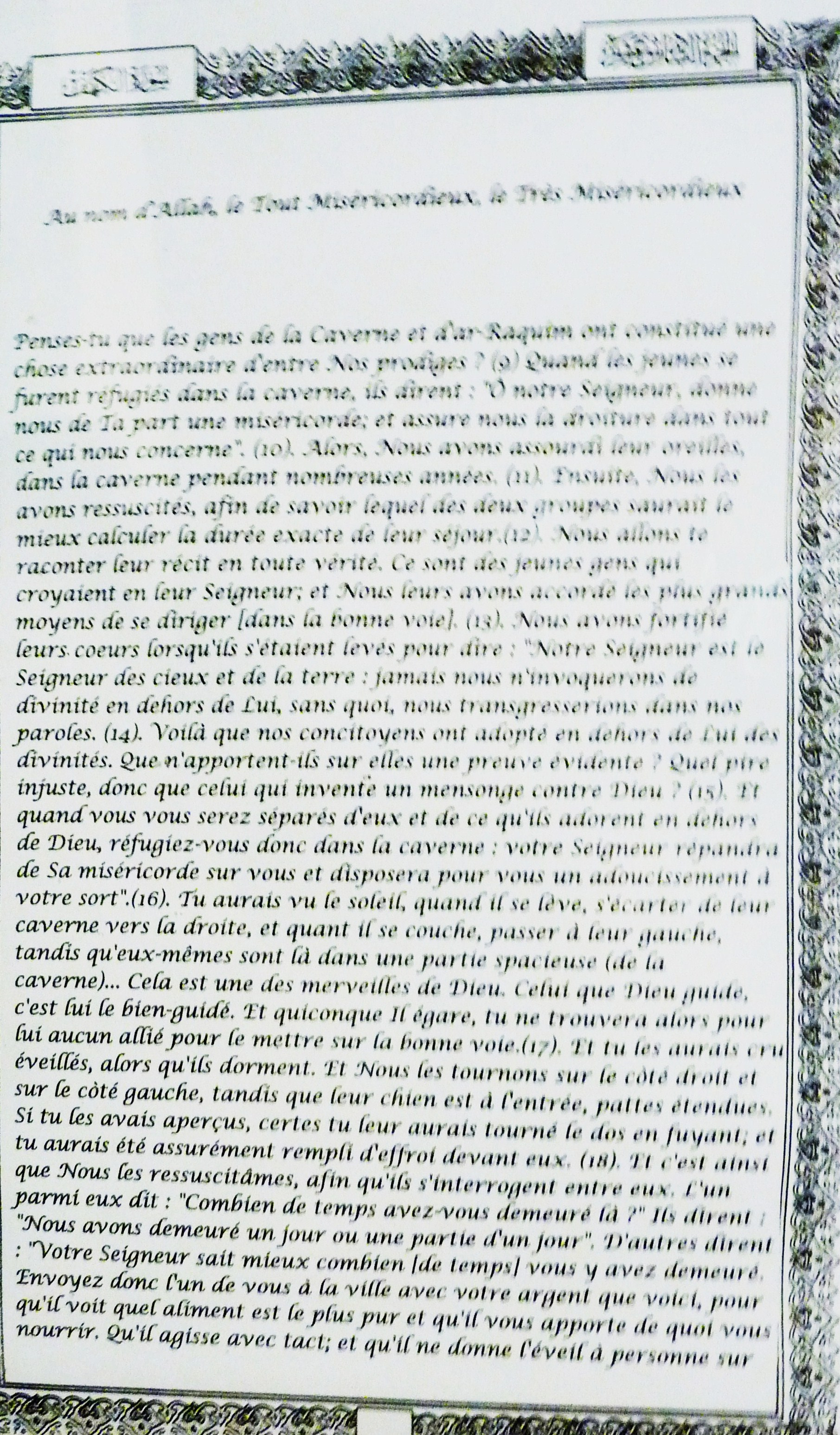
Sept-Saints : texte musulman de la prière multiconfessionnelle (traduction en français).

Louis Massignon, professeur au Collège de France et spécialiste des questions orientales, visite la crypte des Sept dormants d'Éphèse aux  Sept-Saints le 19 septembre 1951 et assiste au pardon de 1953 ; il est frappé par la similitude entre les paroles de la vieille gwerz chantée en breton et les versets de la sourate 18 du Coran, dite de la Caverne. « C'est d'ailleurs l'intuition d'une solidarité généalogique et topographique, dans le cadre de la méditation du thème de la résurrection des morts de l'époque mégalithique que j'ai vécue, en venant, après avoir visité la crypte d'Éphèse, prier avec les paroissiens bretons, avec qui j'ai fait trois fois déjà la procession traditionnelle et le feu de joie, tantad, au pardon des Sept Saints ». Il évoque, à propos de la dévotion des Sept Dormants d'Éphèse aux  "Sept-Saints", « un mythe hors-classe » et relance en 1954 « un pardon greffé d'islam », c'est-à-dire un pèlerinage commun réunissant chrétiens et musulmans.
« Le pardon a lieu le quatrième dimanche de juillet, dimanche suivant sainte Madeleine. Le pèlerinage commence le samedi matin, et continue l’après-midi par un colloque auquel prennent part des représentants des trois religions monothéistes, et un représentant agnostique. Le thème varie tous les ans. Le soir, à la chapelle, grand-messe à 21h, suivie d’une procession et d’un « tantad » (feu de joie). Le dimanche à 11h, grand messe du Pardon suivie d’une procession qui va à la fontaine, où a lieu une cérémonie musulmane : la sourate 18 du Coran est psalmodiée par un imam et traduite en français. Ainsi se terminent les cérémonies »,,,.

Pélerinage islamo-crétien de juillet 2024 aux Sept-Saints (22 Le Vieux-Marché)
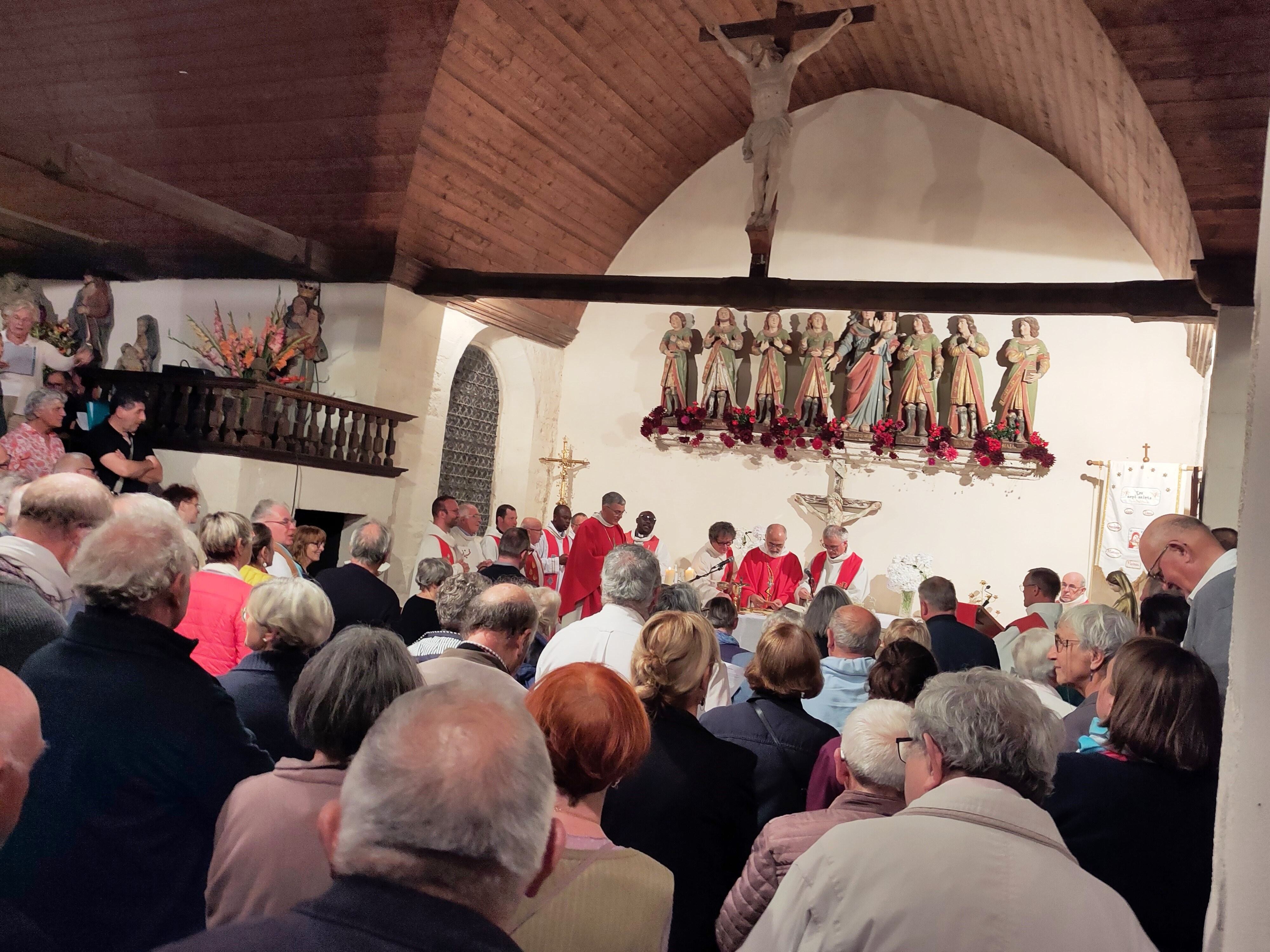
La messe du pélerinage islamo-crétien du samedi soir 27 juillet 2024 qui sera suivie par une procession et un tantad (feu de joie).
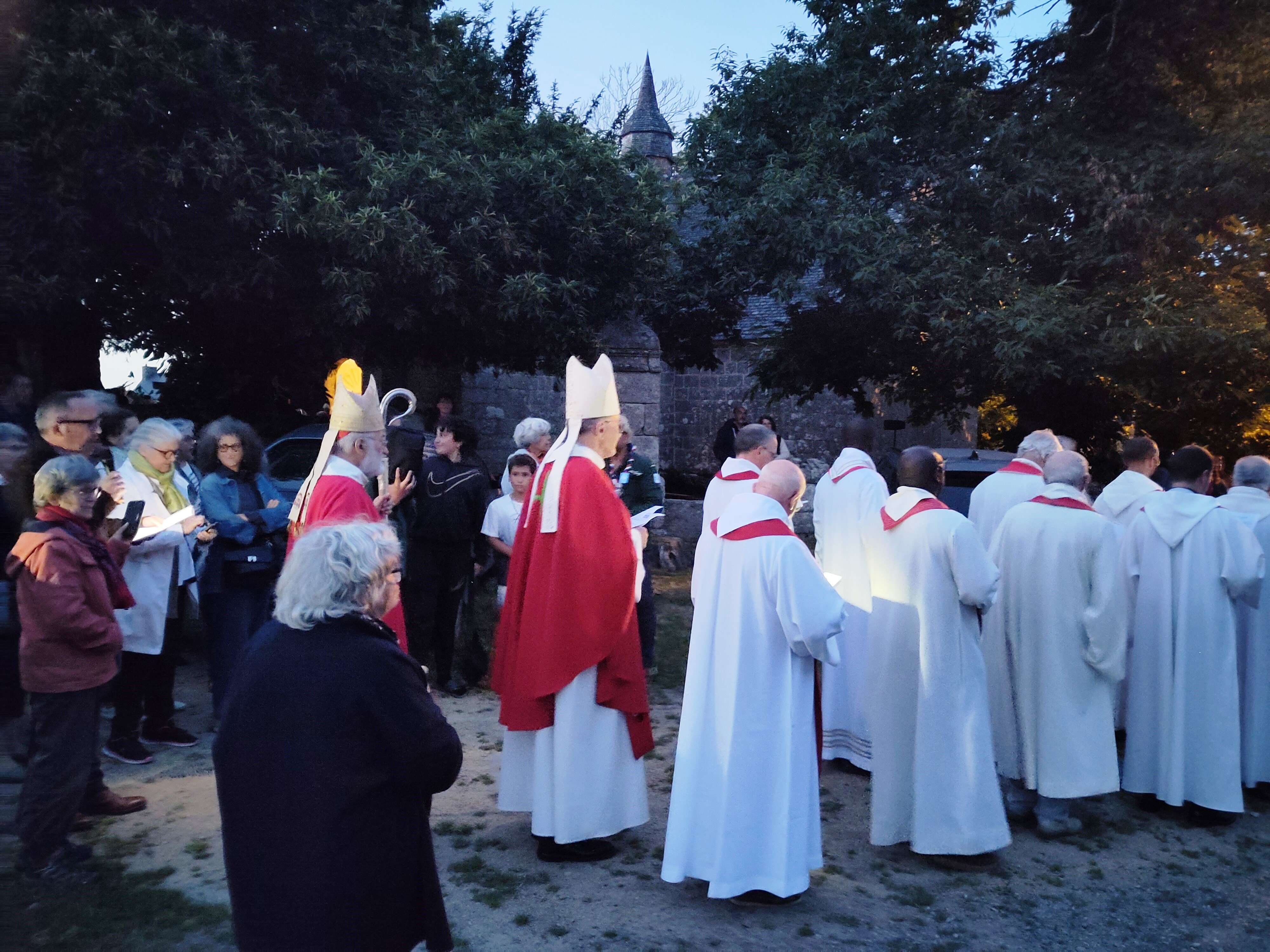
La cérémonie est suivie par environ 200 personnes et animée par 10 prêtres, l'évêque de St Brieuc, le cardinal Cristóbal López Romero de Rabat (Maroc).
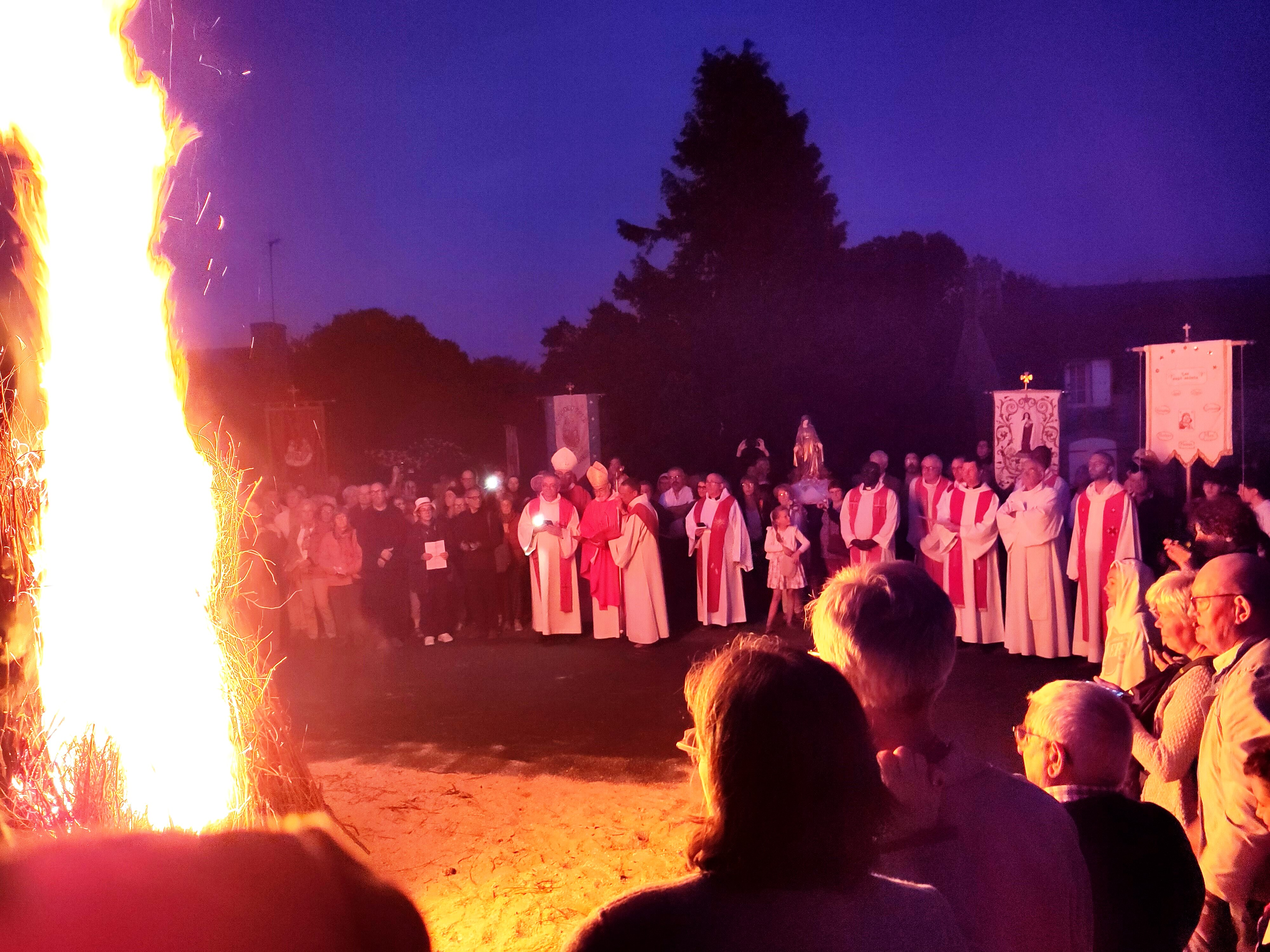
Le tantad de la fin de la cérémonie.

En 1965, l'ancienne mosquée transformée en cathédrale Saint-Philippe d'Alger (redevenue mosquée Ketchaoua) a offert sa grande cloche à la chapelle des Sept-Saints (« Appelez-moi cloche de l'Unité »); celle-ci a été placée dans l'église paroissiale du Vieux-Marché car la chapelle des Sept-Saints était trop petite pour la recevoir.